# Parc Gafos
Le Parc Gafos est un parc public situé à Pontevedra, en Espagne. Il s’agit d’un parc linéaire entourant la rivière Gafos qui traverse le sud de la ville d’est en ouest.

## Histoire
Les eaux cristallines de la rivière Gafos étaient le lieu choisi depuis le XIXe siècle pour laver le linge dans la ville, c'est pourquoi elle comptait cinq lavoirs. En 1970, la rivière Gafos a été couverte dans le quartier Campolongo sur une longueur de 500 mètres, un tunnel a été construit pour canaliser ses eaux  et un grand espace de promenade a été créé au-dessus en décembre 1970. Avec la croissance accélérée de la ville, la dégradation de la rivière Gafos et de ses berges au cours des dernières décennies du vingtième siècle, a fait que la conscience citoyenne se réveille pour leur soin, étant l'association la plus importante pour leur défense l’association Vaipolorío, créée en 2001.
À partir de 2001, l'idée de récupérer les berges de la rivière a été adoptée résolument.  La Junte de Galice a lancé un projet de récupération pour la création d'un parc le long de sa rive droite à son passage dans la ville qui s’est terminé par la création d'un parc linéaire inauguré le 29 novembre 2007.
En 2019, l'idée de découvrir le lit de la rivière à son passage dans le quartier Campolongo a été reprise, ce qui permettrait la création d'un parc linéaire de 81 000 mètres carrés autour de celle-ci,  En mars 2019, la rivière Gafos a été déclarée zone protégée, plus précisément zone naturelle d'intérêt local (ENIL),

## Description
Le parc a une longueur de 6 kilomètres et demi et deux kilomètres dans sa partie urbaine. Les berges de la rivière ont été transformées à certains endroits en grandes aires de loisirs et de repos.
Le parc présente trois étendues bien définies du sud au nord :
- depuis la commune de Vilaboa jusqu'au carrefour O Pino, aux portes de la ville, le tronçon le plus naturel, où l'on trouve quelques passerelles en bois ou des dalles de pierre qui permettent de traverser la rivière.
- le tronçon urbain allant du carrefour O Pino au quartier Campolongo. Il s'agit d'une allée de gravier avec de la pelouse sur un ou deux côtés, avec des bornes d'éclairage à LED en fer rouillé, des bancs et des ponts en bois. Une passerelle et un pont en bois, facilitent le passage des piétons là où la rivière est plus inaccessible en raison de l'envahissement de ses berges par les bâtiments[12]. La source du Gorgullón se trouve dans cette partie. C’est aussi dans ce tronçon que sont tenus des festivals[13].
- du quartier Campolongo à l'embouchure de la ria de Pontevedra, le tronçon le plus modifié, il y a quelques passerelles en bois et un pont. Dans cette partie, se trouvent plusieurs vieux moulins pour la mouture de grains[14],[15]

Dans ce parc linéaire, on trouve un sous-bois (lichens, fougères, mousses, ronces), des buissons et des arbres indigènes (lauriers, aulnes, saules, chênes, frênes, bouleaux, peupliers et châtaigniers).
Quant à la faune, le parc compte de nombreux oiseaux tels que les fauvettes, les martinets, les coucous, les hirondelles, les mésanges, les huppes, les tourterelles, les chardonnerets ou les étourneaux.

## Galerie d'images

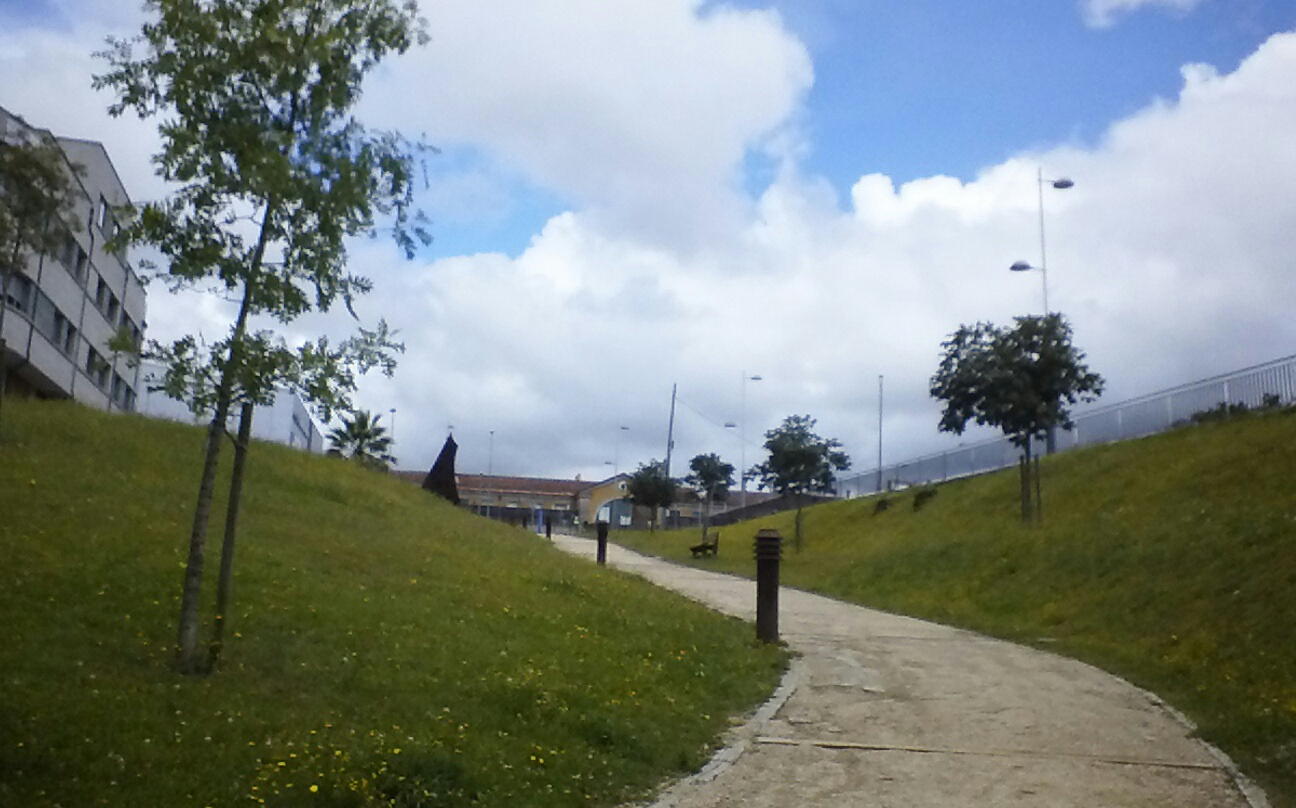
Parc près du centre commercial Vialia
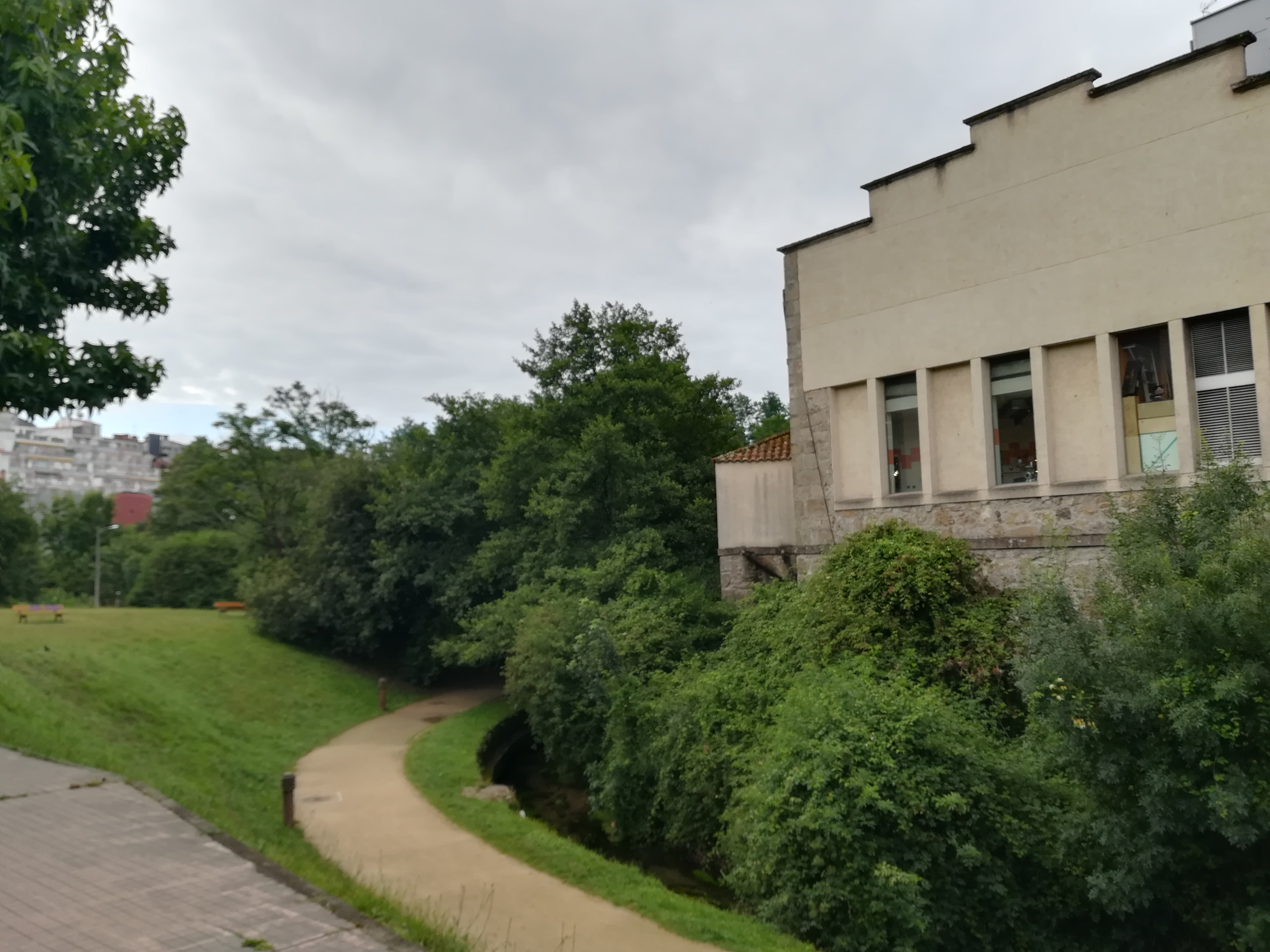
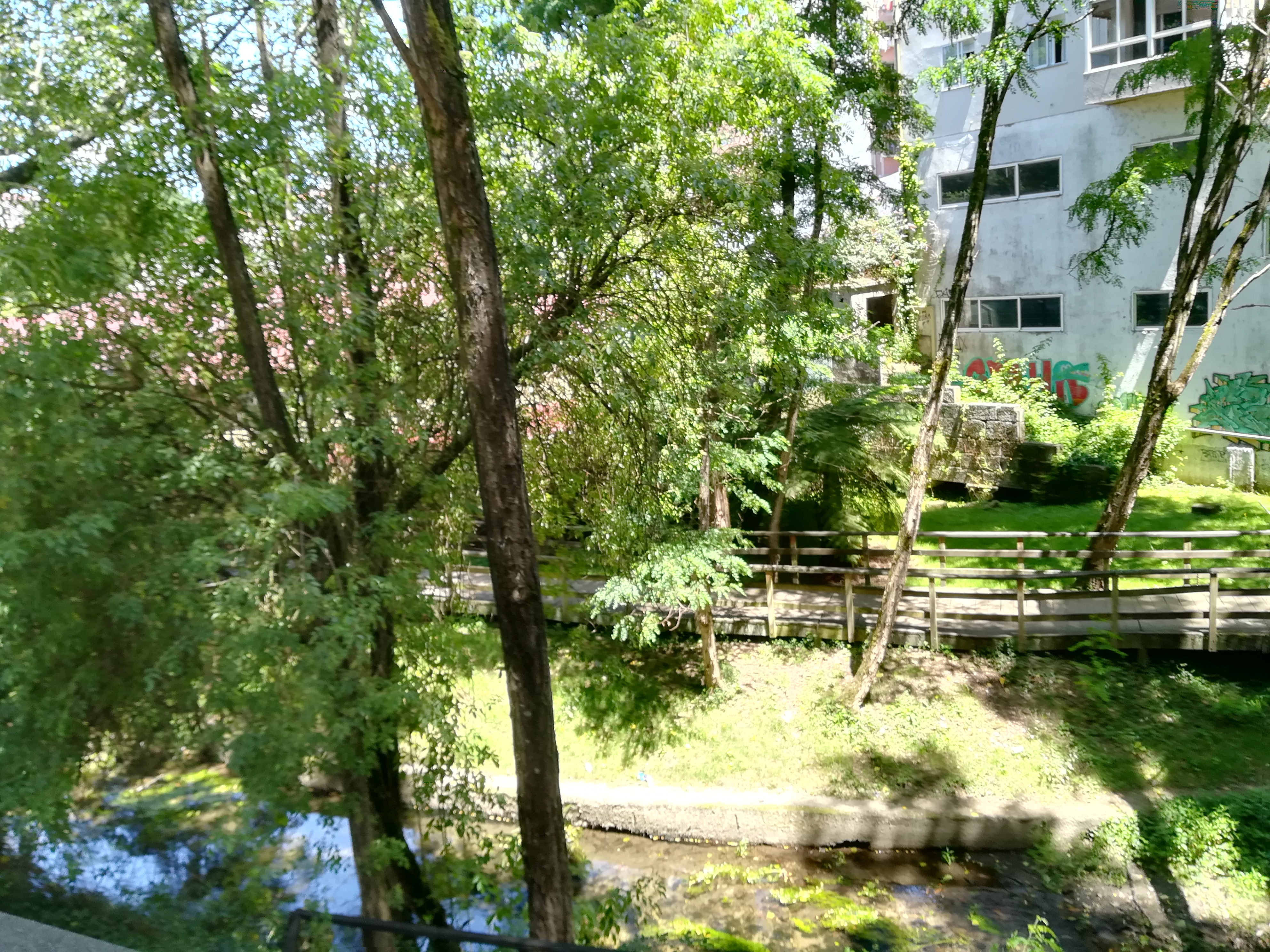
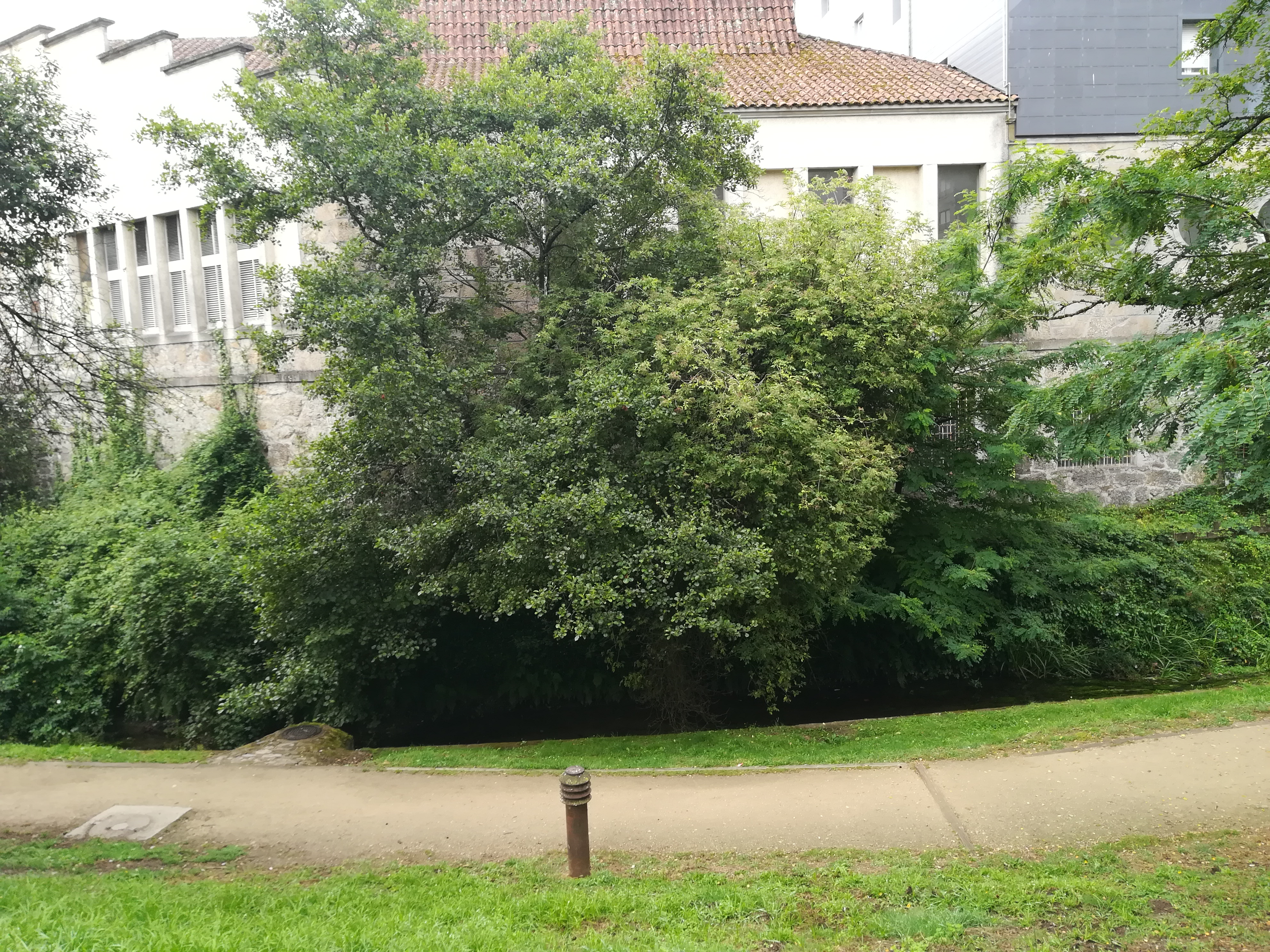
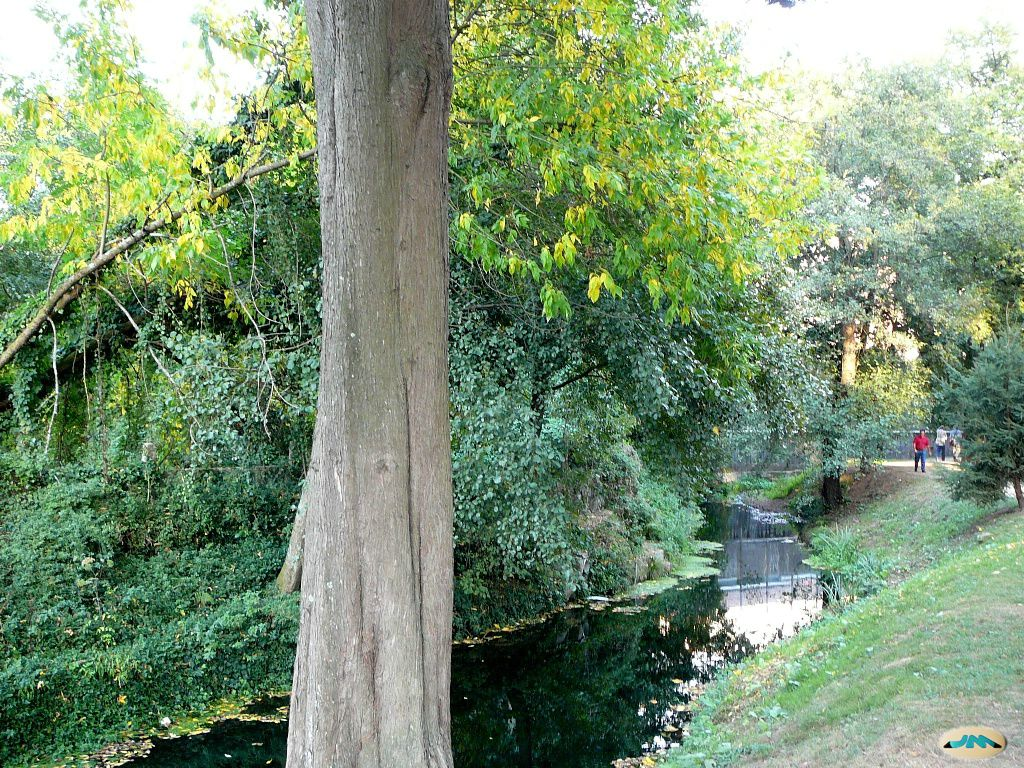
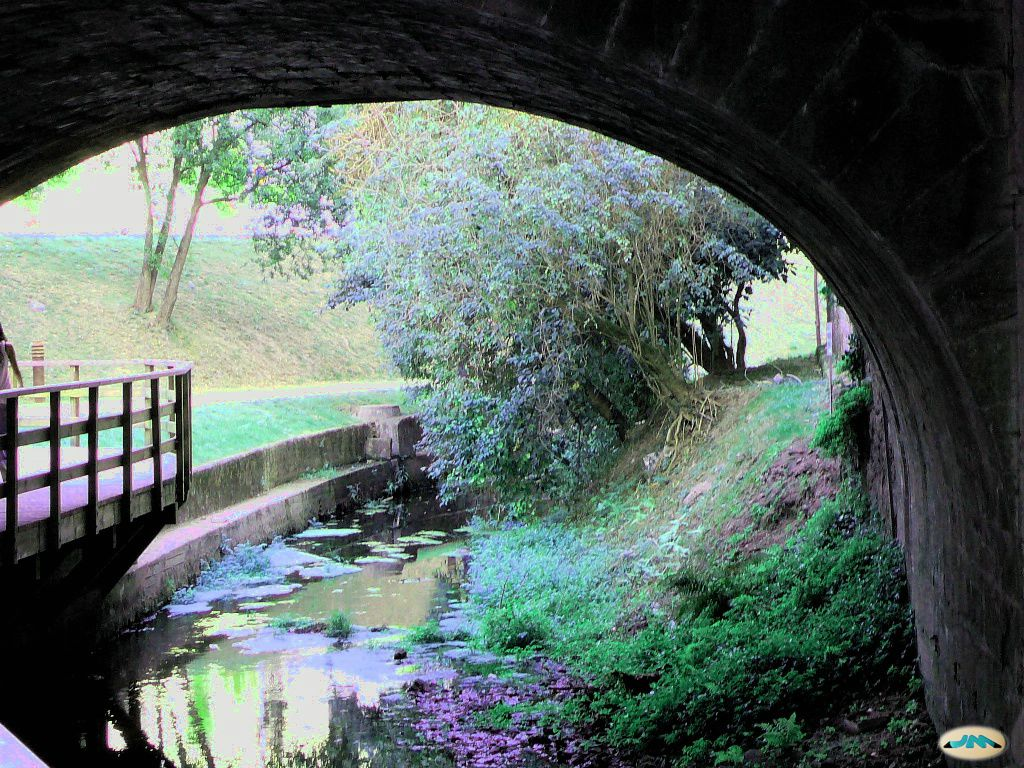
Puente Bolera
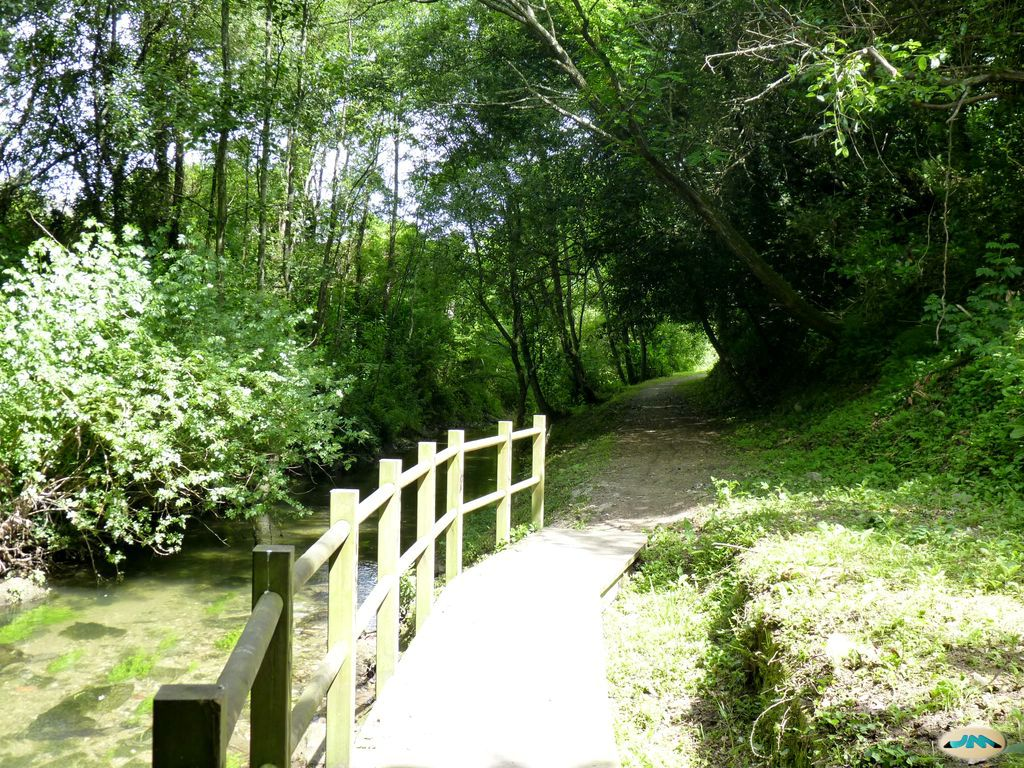
Sentier
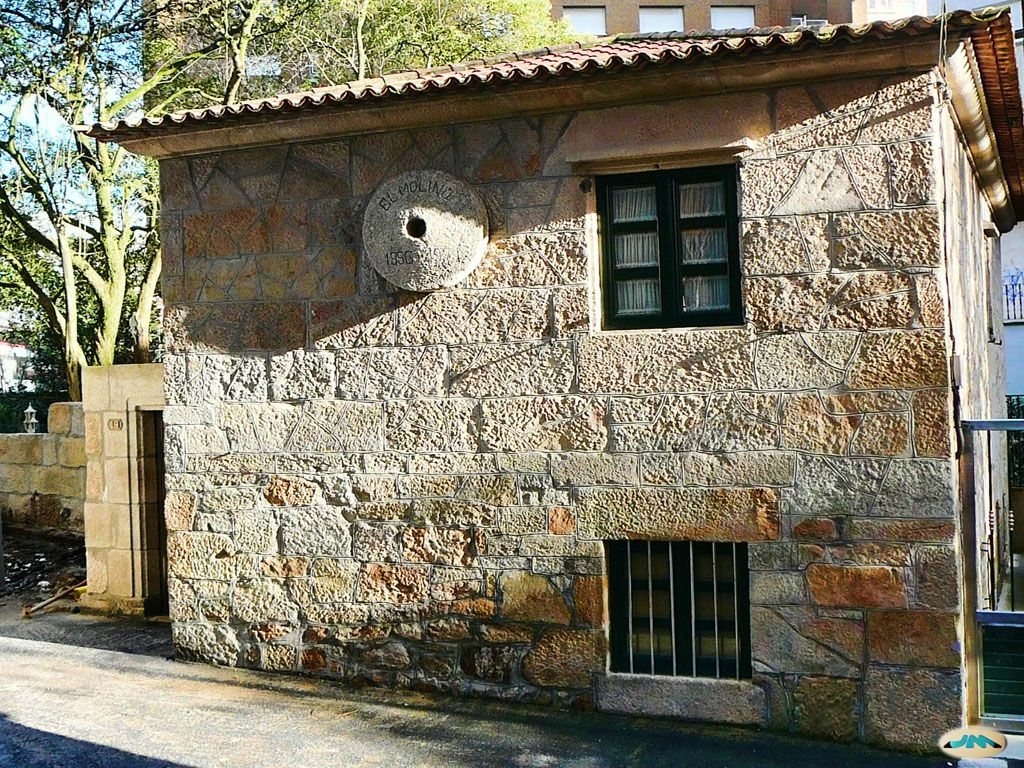
Ancien moulin
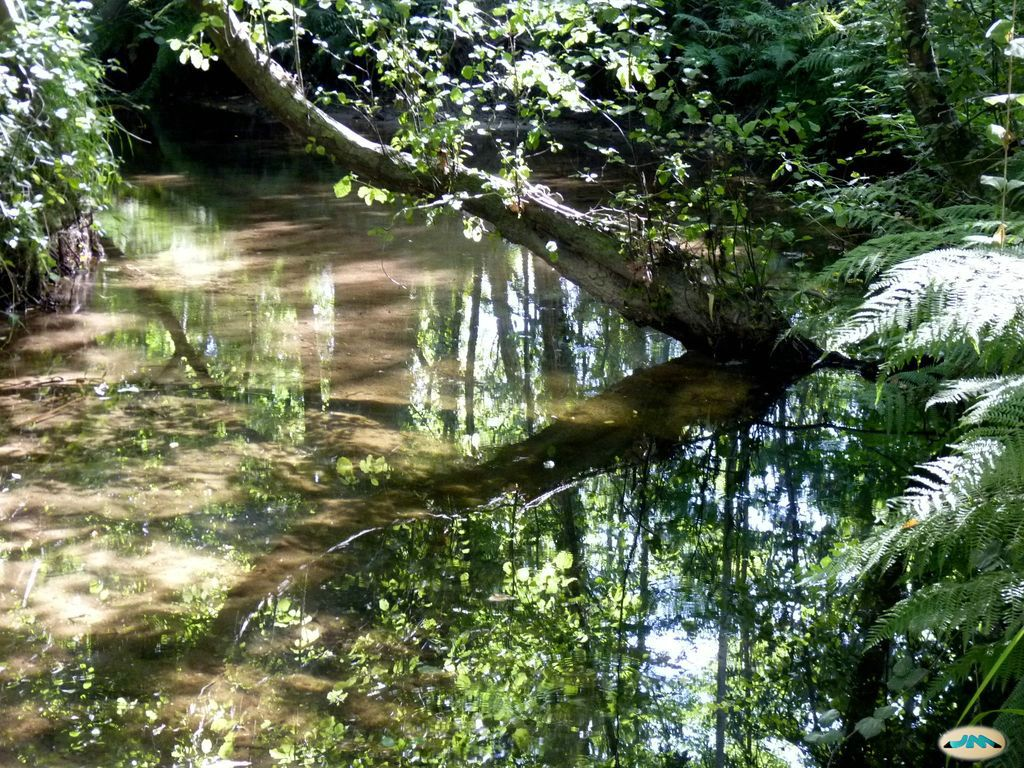
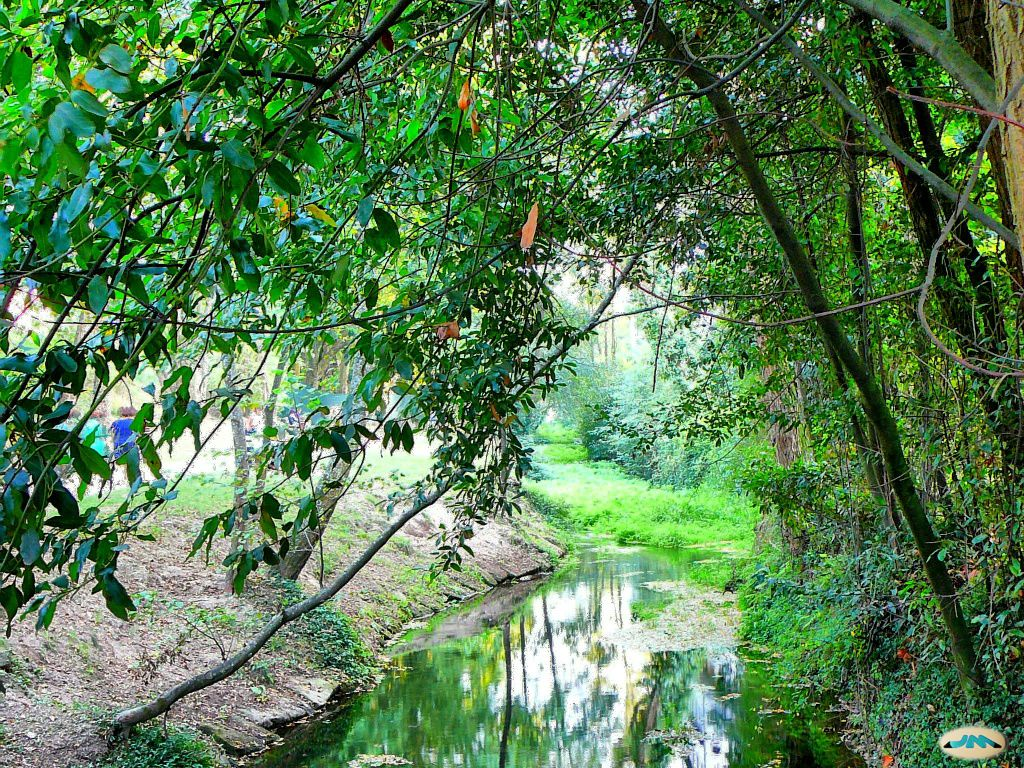